# Guadalupe (község, Új-León)
Guadalupe község Mexikó Új-León államának középső részétől nyugatra. 2010-ben lakossága kb. 678 000 fő volt, ebből mintegy 673 600-an laktak a községközpontban, Guadalupében, a többi 4400 lakos a község területén található 11 kisebb településen élt.

## Fekvése
A község a monterreyi agglomeráció keleti részén, a Mexikói-öböl északi parti síkságának és a Keleti-Sierra Madre hegységnek a találkozásánál fekszik. Területének legnagyobb része 500 méteres tengerszint feletti magasság alatt terül el, de a déli határán emelkedő hegy az 1700 m-t is megközelíti. Két fő vízfolyása van: a Santa Catarina és a La Silla. Az éves átlaghőmérséklet 20–24 °C, a csapadékátlag 600–900 mm.

## Élővilág
A városban számos gyümölcs- és díszfa él, tipikus például a diófa, az avokádó, a mezquite, a gránátalma, a naspolya, a narancs, a citrom, a kőris, a nyár, a tabachín (Caesalpinia pulcherrima), a babér és a szeder.
Mielőtt a település elfoglalta volna a terület nagy részét, nyulak, borzok, oposszumfélék, vörös hiúzok, prérifarkasok és szarvasok is éltek itt. Ma már az állatvilágot főként a háziállatok (például papagájok, kanárik) és jellegzetes városi állatok (például verebek) alkotják. A szomszédos hegyen megtalálhatók még a prérifarkasok, a tasakospatkányok, különféle kígyók, valamint gazdag a rovarvilág és a madárvilág (szarkák, galambok, hollók, gezerigófélék, tordók) is.

## Népesség
A község lakóinak száma a közelmúltban az utolsó éveket kivéve igen gyorsan növekedett, a változásokat szemlélteti az alábbi táblázat:
| Év   | Lakosság |
| ---- | -------- |
| 1990 | 535 560  |
| 1995 | 618 933  |
| 2000 | 670 162  |
| 2005 | 691 931  |
| 2010 | 678 006  |

## Települései
A községben 2010-ben 12 lakott helyet tartottak nyilván, de többségük igen kicsi: 7 településen 10-nél is kevesebben éltek. A jelentősebb helységek:
| Település                   | Lakosság (2010) |
| --------------------------- | --------------- |
| Guadalupe (községközpont)   | 673 616         |
| Las Escobas                 | 3930            |
| El Ranchito Número Uno      | 183             |
| Bello Amanecer              | 135             |
| Los Sitios (Las Marraneras) | 104             |